# Meridiano 11 este
El meridiano 11 este es una línea de longitud que se extiende desde el polo norte atravesando el océano Ártico, Europa, África, océano Atlántico, océano Antártico y la Antártida hasta el polo sur.
El meridiano 11 este forma un gran círculo con el meridiano 169 oeste.
Comenzando en el polo norte y dirigiéndose hacia el polo sur, el meridiano atraviesa:
| Coordenadas                      | País, territorio o mar | Notas |
| -------------------------------- | ---------------------- | --- |
| 90°0′N 11°0′E / 90.000, 11.000   | Océano Ártico          | |
| 79°45′N 11°0′E / 79.750, 11.000  | Noruega                | Islas de Spitsbergen y Príncipe Carlos Forland, Svalbard |
| 78°30′N 11°0′E / 78.500, 11.000  | Océano Atlántico       | |
| 64°57′N 11°0′E / 64.950, 11.000  | Noruega                | Entrando por Vikna (en Nord-Trøndelag) y saliendo por Kirkeøy (en Østfold).                                                                                            |
| 58°57′N 11°0′E / 58.950, 11.000  | Suecia                 | Islas Koster |
| 58°52′N 11°0′E / 58.867, 11.000  | Skagerrak              | |
| 57°48′N 11°0′E / 57.800, 11.000  | Kattegat               | |
| 57°18′N 11°0′E / 57.300, 11.000  | Dinamarca              | Isla de Læsø |
| 57°12′N 11°0′E / 57.200, 11.000  | Kattegat               | Pasando justo al este de Grenå, Jutlandia, Dinamarca |
| 55°45′N 11°0′E / 55.750, 11.000  | Dinamarca              | Isla de Selandia |
| 55°35′N 11°0′E / 55.583, 11.000  | Gran Belt              | cruzando el puente del Gran Belt |
| 55°8′N 11°0′E / 55.133, 11.000   | Smålandsfarvandet      | |
| 54°49′N 11°0′E / 54.817, 11.000  | Dinamarca              | Isla de Lolland |
| 54°46′N 11°0′E / 54.767, 11.000  | Bahía de Kiel          | |
| 54°23′N 11°0′E / 54.383, 11.000  | Alemania               | Península de Wagrian |
| 54°9′N 11°0′E / 54.150, 11.000   | Bahía de Lübeck        | |
| 53°59′N 11°0′E / 53.983, 11.000  | Alemania               | Pasando justo al oeste de Nuremberg (en 49°27′N 11°5′E / 49.450, 11.083)                                                                                               |
| 47°24′N 11°0′E / 47.400, 11.000  | Austria                | |
| 46°46′N 11°0′E / 46.767, 11.000  | Italia                 | Pasando justo al oeste de Trento (en 46°4′N 11°7′E / 46.067, 11.117) y borde este de Verona (en 45°26′N 10°59′E / 45.433, 10.983) Agliana, justo al oeste de Florencia |
| 42°41′N 11°0′E / 42.683, 11.000  | Mar Mediterráneo       | Pasando entre la isla del Giglio y la península de Monte Argentario, Italia                                                                                            |
| 37°4′N 11°0′E / 37.067, 11.000   | Túnez                  | Península de Cabo Bon |
| 36°45′N 11°0′E / 36.750, 11.000  | Mar Mediterráneo       | Golfo de Hammamet |
| 35°39′N 11°0′E / 35.650, 11.000  | Túnez                  | |
| 35°1′N 11°0′E / 35.017, 11.000   | Mar Mediterráneo       | |
| 34°41′N 11°0′E / 34.683, 11.000  | Túnez                  | Islas Kerkennah |
| 34°39′N 11°0′E / 34.650, 11.000  | Mar Mediterráneo       | Golfo de Gabés |
| 33°51′N 11°0′E / 33.850, 11.000  | Túnez                  | Isla de Djerba y la parte continental |
| 32°12′N 11°0′E / 32.200, 11.000  | Libia                  | Borde este de Nalut en la parte de Tripolitania Este de Awaynat en la parte de Fezzan                                                                                  |
| 24°28′N 11°0′E / 24.467, 11.000  | Argelia                | |
| 22°58′N 11°0′E / 22.967, 11.000  | Níger                  | Keling en el departamento de Goure |
| 13°22′N 11°0′E / 13.367, 11.000  | Nigeria                | Gashua y Potiskum en el Estado de Yobe A través del Estado de Gombe, pasando al oeste de la capital Gombe (10°17′N 11°10′E / 10.283, 11.167)                           |
| 6°41′N 11°0′E / 6.683, 11.000    | Camerún                | Mbam-et-Inoubou. Departamento en la Región del Centro Meyo Biboulou en la Región del Sur                                                                               |
| 2°10′N 11°0′E / 2.167, 11.000    | Guinea Ecuatorial      | Mfuin en Kié-Ntem en 1°59′N 11°2′E / 1.983, 11.033 |
| 1°0′N 11°0′E / 1.000, 11.000     | Gabón                  | Cruza el Ecuador terrestre cerca de Elarn (0°10′N 11°4′E / 0.167, 11.067) en Abanga-Bigné, departamento de la provincia de Moyen-Ogooué                                |
| 3°46′S 11°0′E / -3.767, 11.000   | Océano Atlántico       | |
| 60°0′S 11°0′E / -60.000, 11.000  | Océano Antártico       | |
| 69°53′S 11°0′E / -69.883, 11.000 | Antártida              | Tierra de la Reina Maud, reclamada por Noruega |